# Axinota dissimilis
Axinota dissimilis är en tvåvingeart som först beskrevs av Malloch 1930.  Axinota dissimilis ingår i släktet Axinota och familjen Curtonotidae. Inga underarter finns listade i Catalogue of Life.